# Ėduard Gajkovič Abaljan
Ėduard Gajkovič Abaljan (Tbilisi, 7 ottobre 1927 – 5 agosto 1987) è stato un regista cinematografico sovietico.

## Filmografia parziale

### Regista
- U tichoj pristani (1958)
- Soveršenno sekretno (1961)
- Kogda igraet klavesin (1966)